# Geluidsgolf
Geluid plant zich voort in de vorm van geluidsgolven. De snelheid waarmee dit gebeurt, de geluidssnelheid, hangt af van het medium waarin de geluidsgolf zich voortbeweegt en van factoren als temperatuur, vochtigheidsgraad en bewegingstoestand van het medium, zoals bij eventuele tegenwind.
Geluid - en dus ook een geluidsgolf - kun je grofweg indelen in drie soorten: een klap (impuls), ruis, of toon. Iedere golfvorm kun je, met de wiskunde van Fourier, omrekenen in een verzameling sinusvormige golven. Tel je al deze sinusvormige golven bij elkaar op dan krijg je weer de originele golfvorm.
Een sinusgolf wordt onder meer gekenmerkt door zijn trillingsgetal of frequentie. Hoe hoger de frequentie, dus hoe meer golven per tijdseenheid en per lengte-eenheid, hoe hoger de waargenomen toon. Voor mensen hoorbare frequenties liggen tussen de 20 en 20.000 Hz. Hogere frequenties (dus kortere golven) tot 800 MHz noemt men ultrasone trillingen. Nog hogere frequenties worden hypersone trillingen genoemd.
In een homogeen medium gaan geluiden met de geluidssnelheid dwars door elkaar heen, zonder elkaar te beïnvloeden. Maar raakt een geluidsgolf een voorwerp, dan ontstaat er drukstuwing. De golf kaatst terug, of verspreidt zich bolvormig. Komt een golf uit een gat in een grote ruimte, dan ontstaat er drukzuiging. Een negatieve golf kaatst terug en een positieve golf verspreidt zich bolvormig. Zo kan van een geluidsgolf de grote component om een voorwerp lijken heen te buigen en de kleine component erop terug te kaatsen.
Langegolfgeluid (lage tonen) reist het verst, doordat kleine voorwerpen de basisstructuur van de golven niet aantasten. Om die reden heeft bijvoorbeeld de misthoorn van een schip zo'n lage toon: hij moet zo ver mogelijk dragen. Het nadeel van lage tonen is echter wel, dat zij door een plat oppervlak minder goed worden gereflecteerd dan hoge tonen met hun korte golfjes; deze laatste ketsen sneller af. Op dit effect zijn sonarpeilingen gebaseerd. Wanneer de korte geluidsgolfjes afketsen op een voorwerp hoort men een hoge 'ping'toon. De frequentie hiervan valt binnen het kader van de ultrasone geluiden.
Geluidsgolven zetten de lucht of het medium waardoor het geluid zich voortplant, in beweging. Een saillant voorbeeld daarvan was het effect van de reuzendrum bij een Londens instrumentmakersbedrijf. Die bracht zulke lange geluidsgolven voort, minder dan 20 Hz, dus voor het menselijk oor niet waarneembaar. Maar wanneer de drum geslagen werd, hoorde men alleen een zachte, droge klap van het contact van slagbol met de drum, maar zag men wel de kleding van de omstanders flapperen.
Er zijn dieren, zoals olifanten, die van deze, voor ons onhoorbare geluiden gebruikmaken om over grote afstanden met elkaar te communiceren.

## Formules
Het eenvoudigste voorbeeld van een geluidgolf is een continue toon van één frequentie (een zuivere toon, een toon zonder boventonen) met een vlak golffront. Binnen een klein gebied in verhouding tot de afstand tot de geluidsbron geldt dit bij benadering ook in het geval van een puntbron.
De geluidsdruk is dan:
{\displaystyle P=A\sin \left(2\pi f\left(t-{\frac {x}{c}}\right)\right)}
Daarin is:
- {\displaystyle t} de tijd
- {\displaystyle x} de positie in de richting van voortplanting
- {\displaystyle f} de frequentie
- {\displaystyle c} de geluidssnelheid
- {\displaystyle A} de amplitude van de drukgolf

Bij benadering geldt eenzelfde formule, zonder faseverschil, voor de deeltjessnelheid van de geluidsgerelateerde  luchtbeweging als functie van plaats en tijd. Als de druk op de ene positie groter is dan op de andere veroorzaakt dat een luchtstroom, en als op een bepaalde positie meer lucht in- dan uitstroomt wordt de druk daar groter.
De definitie van 0 dB geluid is de energiedoorstroming van 1 picowatt door 1 vierkante meter. Dat is lastig te meten. Een geluidsdruk van 20 µPa komt heel dicht in de buurt. 
Een effectieve waarde (RMS) van de geluidsdruk van 20 μPa komt neer op exact 0 dBspl, en een RMS geluidsdruk van 200 Pa op exact 140 dBspl; dB (decibel) is een algemeen begrip dat verschillende referentiewaarden kan hanteren; spl staat voor sound pressure level; in plaats van dBspl wordt ook wel geschreven dB(SPL). Bij 1000 Hz is dit ook exact 0 en 140 dB(A), bij 100 Hz is dit in dB(A) 19,1 minder (zie de wegingstabel), dus −19,1 en 120,9 dB(A).
De verhouding van de amplitude van de geluidsdruk en de amplitude van de stroomsnelheid heet de karakteristieke akoestische impedantie Z van het medium. Deze is gelijk aan het product van dichtheid en geluidssnelheid, die beide onder meer van de temperatuur afhangen. Van lucht is Z onder normale omstandigheden ongeveer 400 kg·s−1·m−2 = 400 N·s·m−3 = 400 Pa / (m/s).  Bij een RMS geluidsdruk van 20 μPa is de RMS snelheid dus ongeveer 50 nm/s, bij een rms geluidsdruk van 200 Pa ongeveer 50 cm/s.
De geluidsintensiteit J is het product van beide RMS-waarden, in de voorbeelden ongeveer 1 pW/m² en 100 W/m².
bioakoestiek · geluid · decibel · dB(A) · geluidsdruk · geluidsintensiteit · geluidssnelheid · geluidsgolf · ultrageluid · laagfrequent geluid · infrageluid · puntbron · lijnbron · gehoordrempel · gehoorschade · geluidshinder · elektroakoestiek